# Ca’ Biondetti

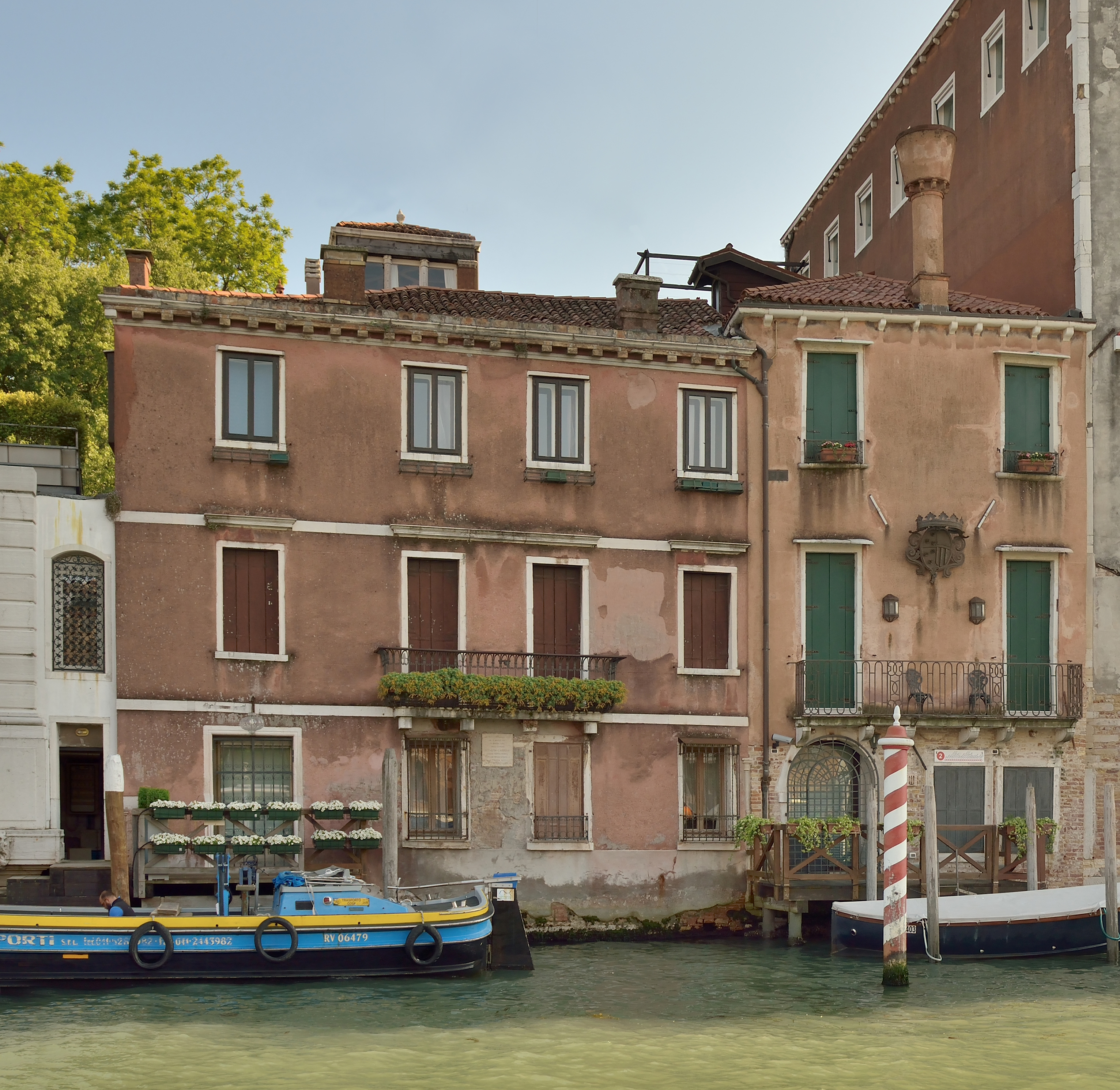
Die beiden Baukörper der Ca’ Biondetti

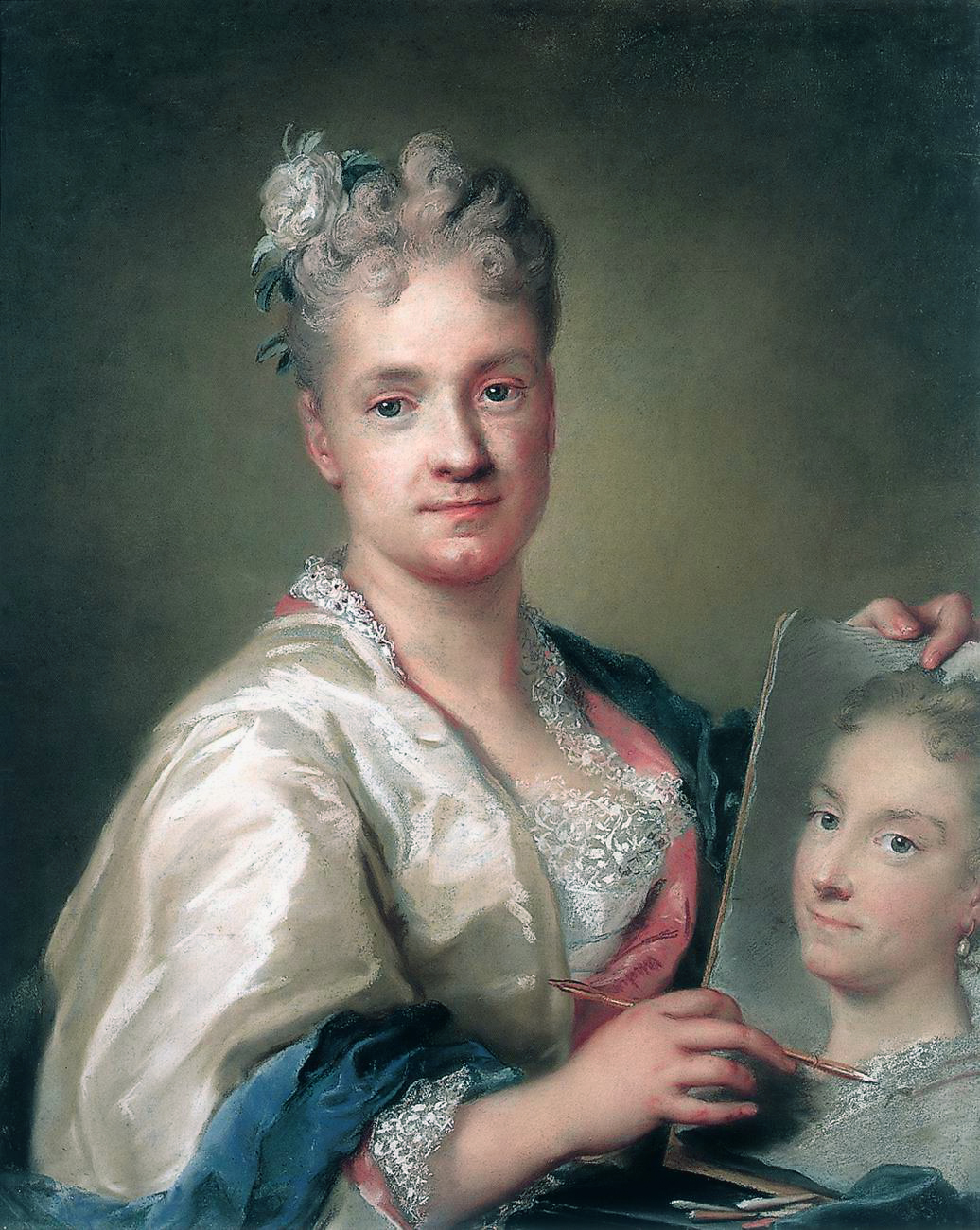
Rosalba Carriera

Ca’ Biondetti ist ein Palast in Venedig in der italienischen Region Venetien. Er liegt im Sestiere Dorsoduro, mit Blick auf den Canal Grande zwischen dem Palazzo Centani Morosini und dem Palazzo Venier dei Leoni. Er wurde als Wohnhaus der Malerin Rosalba Carriera erbaut.

## Geschichte
In dem Gebäude, in dem lange Zeit die Familie Biondetti gewohnt hatte, residierte im 18. Jahrhundert die Malerin Rosalba Carriera, die für die Präzision ihres Finish und für die Großartigkeit ihrer Farben berühmt war.

## Beschreibung
Die Architektur des Gebäudes enthält keine Elemente von besonderem Belang. Der Palast zeigt sich als Summe zweier verbundener Baukörper.
Der linke, größere Teil hat auf der linken Seite ein rechteckiges Portal zum Wasser und rechts daneben drei rechteckige Fenster; die beiden mittleren Öffnungen sind etwas näher beieinander. Im ersten Obergeschoss liegen in der Mitte zwei rechteckige Türen mit einem gemeinsamen Balkon, flankiert von je einem rechteckigen Einzelfenster. Im zweiten Obergeschoss sind vier rechteckige Einzelfenster nebeneinander angeordnet. Nach oben schließt die verputzte und rot gestrichene Fassade mit einer gezahnten Dachtraufe ab. Auf dem Dach befindet sich ein kleiner Aussichtsturm mit einem rechteckigen Einzelfenster. Der Baukörper hat als Stockwerkstrennungen Gesimse aus istrischem Kalkstein. Auch die Rahmen der Öffnungen und die Dachtraufe sind aus diesem Material gefertigt.
Der rechte, schmalere Teil besitzt auf der linken Seite ein großes Rundbogenportal zum Wasser, neben dem rechts zwei rechteckige Fenster liegen. Im ersten Obergeschoss liegen zwei rechteckige Türen, die mit einem gemeinsamen Balkon versehen sind und zwischen denen mittig ein Wappen angebracht ist. Im zweiten Obergeschoss gibt es zwei rechteckige Einzelfenster. Die Dachtraufe, die etwas höher als beim linken Gebäudeteil liegt, ist mit kleinen Konsolen gestützt. Auf dem Dach befindet sich ein großer Kaminkopf. Auch an diesem Gebäudeteil mit seiner verputzten und rot gestrichenen Fassade sind die Rahmen der Öffnungen und die Dachtraufe aus istrischem Kalkstein.
Hinter dem Haus erstreckt sich ein großer Garten, anschließend an den des benachbarten Palazzo Venier dei Leoni, in dem in der Mitte ein runder Brunnen steht.